# Sebastian Grapă
Sebastian Grapă (n. 24 aprilie 1972

) este un fost senator român, ales în 2012. 

## Acuzații de corupție
La data de 1 martie 2017 Sebastian Grapă, la data faptelor consilier județean Brașov, a fost trimis în judecată, de către Direcția Națională Anticorupție, sub acuzația de dare de mită și complicitate la abuz în serviciu.
Alături de alți inculpați, Sebastian Grapă ar fi prejudiciat Consiliul Județean Brașov cu peste 1 milion de lei prin derularea unor contracte supraevaluate cu mai multe primării din județ.